# Poème des frères
Le « Poème des frères » est le nom attribué à une série de vers attribués à la poétesse grecque Sappho (VIIe et VIe siècles av. J.-C.), perdu depuis l'Antiquité jusqu'à sa redécouverte en 2014. La plupart de son texte, à l'exception des lignes d'ouverture, a été conservé. Il n'est connu que d'un fragment de papyrus, comprenant une série de poèmes attribués à Sappho. Le poème mentionne deux des frères de Sappho, Charaxos et Larichos, et c'est la seule mention connue de leurs noms dans les écrits de la poétesse, bien qu'ils soient connus d'autres sources. Ces références, ainsi que des aspects de la langue et du style, ont été utilisés pour établir sa paternité.
Le poème est structuré comme un message à une personne inconnue. L'orateur réprimande le destinataire pour avoir répété à plusieurs reprises que Charaxos reviendra (peut-être d'un voyage de commerce), affirmant que sa sécurité est entre les mains des dieux et proposant de prier Héra pour son retour. Le récit passe ensuite de Charaxos à Larichos, dont l'orateur espère qu'il soulagera la famille de ses ennuis lorsqu'il deviendra un homme.
Les érudits ont tendance à considérer la signification du poème plus en termes historiques qu'en termes littéraires. Les études se concentrent sur les identités du locuteur et du destinataire, et leurs fondements historiques. D'autres auteurs examinent la valeur du poème dans le corpus de la poésie de Sappho, ainsi que ses liens avec l'épopée grecque, en particulier les histoires de « retour à la maison » de l'Odyssée. Diverses reconstructions des strophes d'ouverture manquantes ont été proposées.